# ミーソン聖域
ミーソン聖域（ミーソンせいいき、ベトナム語：Thánh địa Mỹ Sơn / 聖地美山）は、ベトナム中部クアンナム省にある古代チャンパ王国の聖なる遺跡で、ユネスコの世界遺産（世界文化遺産）。

## 概要
ミーソン聖域は、サンスクリットによる正式名称を『シュリーシャーナバドレーシュヴァラ』といい、チャンパ王国の宗教（ヒンドゥー教シヴァ派）の聖域であり、聖山マハーパルヴァタを望むクアンナム省ズイスエン県ミーソン圏谷にある。
ミーソンには、レンガ作りのチャンパ塔など7世紀から13世紀にかけての遺構が残っているが、ベトナム戦争当時の爆撃によってかなり破壊されている。遺跡の近くを大河トゥボン川が流れており、川の女神を祀る秋盆夫人祠とサンスクリット碑文がある。トゥボン川の中流には、王都チャキエウ遺跡があり、河口には近世に日本人町が栄えた港町ホイアンがある。
チャンパ王国は、サンスクリットによる正式名称をチャンパープラ / チャンパーナガラといい、シュリークシェートラ（ビルマ）、ドヴァーラヴァティー（タイ）、カーンボージャ（カンボジア）、シュリーヴィジャヤ（インドネシア）などと同じ東南アジアにおける中世インド化国家である。
チャンパ王国は、今日のベトナム中部沿海及び中部高原を支配した。その支配民族は不明であるが、遺跡からはサンスクリット碑文と共にマレー系（オーストロネシア語族西インドネシア語派）に属する古チャム語碑文が出土しており、チャンパ人（古チャム人）は現在のチャム族の祖先であると考えられる。ミーソンの現在の住民はモン・クメール系のベト族（キン族）であるが、本来はモン・クメール系のカトゥ族の勢力範囲であったことから、カトゥ族の祖先（古カトゥ人）もまた古チャム人と共に、チャンパ王国の構成員であったと考えられる。
建造物は、グプタ様式や先アンコール期の影響が見られる。建造物には、セメントや漆喰などの接着剤を使った形跡が無く、チャンパ人の当時の技術力の高さを物語っている。チャム族の伝承によれば、チャンパの彫刻工人・建塔工人の多くは、徴用労働者として動員された山岳民族である。周囲に住む山岳民族カトゥ族は、現在でも有名な木彫職人を輩出している。
ミーソン聖域は、20世紀初頭にフランス人によって発見され、フランス極東学院 (EFEO) のパルマンチェ、クレイらにより数次にわたり修復・補強がなされた。その一方、フランス領インドシナ統治時代に盗掘を受け、美術品の多くが失われた。また、ベトナム戦争で南ベトナム解放民族戦線アジト掃討のため、アメリカ空軍・B-52の爆撃を受け、大半の遺跡が破壊された。
ベトナム戦争後は、ポーランド文化財保護アトリエ (PKZ) のカジミエシュ・クヴィアトコフスキ、ベトナム文化情報省文化財修復公司のホアン・ダオ・キンらにより補強がなされ、石像の一部がダナン市のチャム彫刻博物館に移送された。日本のトヨタ財団、アメリカ合衆国のワールドモニュメントウォッチ財団による保護助成が行われ、現在はイタリア隊が調査を行っている。また2005年3月には、日本の国際協力機構の技術協力により、ミーソン遺跡展示館が完成した。

## アクセス
旅行会社のツアーで訪れるのが一般的。個人の場合は、ホイアンよりシンカフェやキムカフェなどの旅行会社が、日帰りツアーを催行している。
日本語ガイド付きのツアーは、TNKトラベルなどの旅行会社が催行。

## 登録基準
この世界遺産は世界遺産登録基準のうち、以下の条件を満たし、登録された（以下の基準は世界遺産センター公表の登録基準からの翻訳、引用である）。
- (2) ある期間を通じてまたはある文化圏において、建築、技術、記念碑的芸術、都市計画、景観デザインの発展に関し、人類の価値の重要な交流を示すもの。
- (3) 現存するまたは消滅した文化的伝統または文明の、唯一のまたは少なくとも稀な証拠。